# Ambrogio Campiglio
Ambrogio Campiglio (Jaroměř, 3 settembre 1842 – Milano, 5 aprile 1918) è stato un ingegnere italiano attivo nel campo dell'ingegneria idaraulica e ferroviaria.

## Biografia
Nato da Gaetano e da Teresa Reising in Boemia nella città di Josephstadt (l'odierna Jaroměř), si iscrisse al Politecnico di Milano dove si laureò giovanissimo. Cominciò la propria carriera professionale nel campo dell'ingegneria idraulica partecipando in giovane età alla costruzione del Canale Cavour in Piemonte (1863-1866) e del Canale Villoresi successivamente (1882-1884).
Presto l'ingegnere si dedicò al mondo delle ferrovie secondarie progettando una linea fra Milano e Saronno da costruirsi in sede promiscua con l'esistente strada carrozzabile, ma il progetto non ebbe seguito. Successivamente ne ampliò il progetto in quella che sarebbe poi dovuta diventare la Milano-Saronno-Mendrisio, linea in sede propria con ambizioni internazionali collegante il capoluogo lombardo alla Svizzera ticinese. La linea rimase poi limitata alla Milano-Saronno con concessione dello Stato del 5 dicembre 1875 senza sbocco in Svizzera, ma costituì il primo nucleo di quelle che sarebbero poi diventate le Ferrovie Nord tuttora esistenti. e di cui fu Presidente.
Il Campiglio si occupò incessantemente anche di studiare il mondo ferroviario con particolare attenzione alle linee secondarie: collaborò nella stampa tecnica specializzata e fondò e diresse la Rivista dei Trasporti; fu chiamato alla presidenza del Collegio Nazionale degli Ingegneri Ferroviari Italiani e a fare parte del Comitato Superiore di redazione della Rivista tecnica delle Ferrovie Italiane.